# Campeonato de Primera División 1976 (Bolivia)
El Campeonato Nacional de la FBF de 1976 fue el 16º y último torneo nacional en Bolivia que organizó la Federación Boliviana de Fútbol en esta etapa del fútbol boliviano. El Campeón Nacional fue el Club Bolívar que obtuvo su tercer Torneo Nacional - Copa Simón Bolívar en este formato.

## Formato
El campeonato nacional “Copa Simón Bolívar” organizado por la FBF fue convocado el miércoles 29 de septiembre de 1976 con la siguiente modalidad: 
El campeonato iniciaría indefectiblemente en su primera fase el 10 de octubre de ese año con la participación de 14 equipos, los campeones y subcampeones de las siete asociaciones profesionales afiliadas a la FBF: Beni, Chuquisaca, Cochabamba, La Paz, Oruro, Potosí y Santa Cruz. Cada una de las asociaciones intervendrían con su campeón y subcampeón en esta fase, distribuidos en dos series cada una de siete equipos, la serie A estaría compuesta por tres campeones y cuatro subcampeones y la serie B por cuatro campeones y tres subcampeones, sin enfrentarse equipos de la misma asociación en cada serie. Esta primera fase iniciaría el 10 de octubre y terminaría el 25 de noviembre. Luego de cada uno de los heptagonales se clasificarían los tres primeros para pasar a la siguiente fase, la fase final, además del campeón del año anterior: Guabirá. Esta fase final se iniciaría el 28 de noviembre y terminaría el 13 de enero de 1977. Sería un heptagonal típico donde el ganador del torneo sería el campeón del año y el segundo el subcampeón.
A solicitud de algunas asociaciones el consejo profesional de la FBF postergó la iniciación de la primera fase una semana, iniciando el 17 de octubre en sus dos series. El campeonato se llevó a cabo sin mayores problemas hasta el 2 de diciembre de 1976, finalizando esta fase en sus dos series. La fase final, a la que se añadió el Club Guabirá como campeón nacional de la gestión 1975, inició el 5 de diciembre y terminó también sin más dificultades el 23 de enero de 1977. 
El Campeón y el subcampeón del torneo clasificaron a la Copa Libertadores 1977. El campeonato se llevó a cabo sin más problemas, y con la participación por primera vez de la AFB, por lo que nunca se pensó que este sería el último campeonato de primera división del fútbol boliviano organizado por la FBF bajo el nombre de "Copa Simón Bolívar".

## Equipos y estadios
Participaron los clubes campeones y subcampeones 1976 de las Asociaciones de Fútbol de Beni, Chuquisaca, Cochabamba, La Paz, Oruro, Potosí y Santa Cruz. Además de Guabirá en su calidad de campeón nacional defensor.
| Equipo                  | Fundación               | Departamento | Ciudad                  | Estadio           |
| ----------------------- | ----------------------- | ------------ | ----------------------- | ----------------- |
| 20 de Agosto            | Sin datos               | Beni         | Trinidad                | Yoyo Zambrano     |
| Universitario           | Sin datos               | Beni         | Trinidad                | Yoyo Zambrano     |
| Stormers                | 25 de enero de 1914     | Chuquisaca   | Sucre                   | Morro de Surapata |
| Independiente Petrolero | 4 de abril de 1932      | Chuquisaca   | Sucre                   | Morro de Surapata |
| Wilstermann             | 24 de noviembre de 1949 | Cochabamba   | Cochabamba              | Félix Capriles    |
| Aurora                  | 27 de mayo de 1935      | Cochabamba   | Cochabamba              | Félix Capriles    |
| Bolívar                 | 12 de abril de 1925     | La Paz       | La Paz                  | Simón Bolívar     |
| The Strongest           | 8 de abril de 1908      | La Paz       | La Paz                  | Luis Lastra       |
| San José                | 19 de marzo de 1942     | Oruro        | Oruro                   | Prefectural       |
| Miner´s Japo            | Sin datos.              | Oruro        | Oruro                   | Prefectural       |
| Independiente Unificada | 1 de abril de 1926      | Potosí       | Potosí                  | Estadio Potosí    |
| Universitario           | 6 de agosto de 1922     | Potosí       | Potosí                  | Estadio Potosí    |
| Oriente Petrolero       | 5 de noviembre de 1955  | Santa Cruz   | Santa Cruz de la Sierra | William Bendeck   |
| Blooming                | 1 de mayo de 1946       | Santa Cruz   | Santa Cruz de la Sierra | William Bendeck   |
| Guabirá                 | 13 de abril de 1962     | Santa Cruz   | Montero                 | William Bendeck   |

## Fase Eliminatoria

### Tabla de posiciones final

#### Grupo A
| Pos | Equipo                  | Pts | PJ | PG | PE | PP | GF | GC | Dif |
| --- | ----------------------- | --- | -- | -- | -- | -- | -- | -- | --- |
| 1º  | Bolívar                 | 19  | 12 | 9  | 1  | 2  | 31 | 8  | 23  |
| 2º  | Blooming                | 15  | 12 | 6  | 3  | 3  | 28 | 19 | 9   |
| 3º  | Aurora                  | 15  | 12 | 6  | 3  | 3  | 26 | 21 | 5   |
| 4º  | Stormers                | 12  | 12 | 5  | 2  | 5  | 22 | 25 | -3  |
| 5º  | Independiente Unificada | 11  | 12 | 5  | 1  | 6  | 22 | 26 | -4  |
| 6º  | 20 de Agosto            | 11  | 12 | 5  | 1  | 6  | 20 | 29 | -9  |
| 7º  | Miner´s Japo            | 1   | 12 | 0  | 1  | 11 | 8  | 29 | -21 |

|  | Clasificados a la Fase Final |

#### Grupo B
| Pos | Equipo                  | Pts | PJ | PG | PE | PP | GF | GC | Dif |
| --- | ----------------------- | --- | -- | -- | -- | -- | -- | -- | --- |
| 1º  | Oriente Petrolero       | 20  | 12 | 9  | 2  | 1  | 34 | 10 | 24  |
| 2º  | The Strongest           | 16  | 12 | 6  | 4  | 2  | 27 | 11 | 16  |
| 3º  | Wilstermann             | 16  | 12 | 6  | 4  | 2  | 26 | 15 | 11  |
| 4º  | San José                | 11  | 12 | 4  | 3  | 5  | 20 | 26 | -6  |
| 5º  | Independiente Petrolero | 8   | 12 | 2  | 4  | 6  | 18 | 27 | -9  |
| 6º  | Universitario (Potosí)  | 7   | 12 | 2  | 3  | 7  | 13 | 31 | -18 |
| 7º  | Universitario (Beni)    | 6   | 12 | 1  | 4  | 7  | 10 | 27 | -17 |

|  | Clasificados a la Fase Final |

## Fase final

### Fixture de partidos y Resultados
| Oriente Petrolero | 2 - 1 | Blooming      | Willy Bendeck  | 5 de diciembre | 16:00 |
| Wilstermann       | 1 - 0 | Aurora        | Felix Capriles | 5 de diciembre | 16:00 |
| Bolivar           | 1 - 0 | The Strongest | Simón Bolívar  | 5 de diciembre | 15:30 |

| Aurora        | 1 - 1 | Oriente Petrolero | Felix Capriles  | 9 de diciembre | 20:00 |
| The Strongest | 5 - 1 | Blooming          | Simón Bolívar   | 9 de diciembre | 20:00 |
| Guabirá       | 1 - 1 | Bolivar           | William Bendeck | 9 de diciembre | 20:00 |

| Wilstermann   | 2 - 2 | Oriente Petrolero | Felix Capriles  | 12 de diciembre | 16:00 |
| Guabirá       | 3 - 2 | Blooming          | William Bendeck | 12 de diciembre | 16:00 |
| The Strongest | 4 - 1 | Aurora            | Simón Bolívar   | 12 de diciembre | 16:00 |

| The Strongest | 2 - 1 | Wilstermann | Simón Bolívar   | 16 de diciembre | 20:00 |
| Blooming      | 1 - 0 | Bolivar     | William Bendeck | 16 de diciembre | 20:00 |
| Aurora        | 3 - 2 | Guabirá     | Felix Capriles  | 16 de diciembre | 20:00 |

| The Strongest | 1 - 1 | Oriente Petrolero | Simón Bolívar   | 19 de diciembre | 16:00 |
| Aurora        | 1 - 3 | Bolívar           | Félix Capriles  | 19 de diciembre | 16:00 |
| Guabirá       | 4 - 2 | Wilstermann       | William Bendeck | 19 de diciembre | 16:00 |

| Bolivar | 1 - 0 | Wilstermann       | Simón Bolívar   | 23 de diciembre | 14:00 |
| Aurora  | 3 - 0 | Blooming          | Félix Capriles  | 23 de diciembre | 14:00 |
| Guabirá | 1 - 2 | Oriente Petrolero | William Bendeck | 23 de diciembre | 18:00 |

| Bolívar     | 4 - 0 | Oriente Petrolero | Simón Bolívar   | 26 de diciembre | 15:30 |
| Wilstermann | 3 - 2 | Blooming          | Félix Capriles  | 26 de diciembre | 16:00 |
| Guabirá     | 4 - 2 | The Strongest     | William Bendeck | 26 de diciembre | 18:00 |

| Aurora        | 1 - 2 | Wilstermann       | Felix Capriles  | 30 de diciembre | 20:00 |
| Blooming      | 1 - 1 | Oriente Petrolero | William Bendeck | 30 de diciembre | 20:00 |
| The Strongest | 0 - 0 | Bolívar           | Simón Bolívar   | 30 de diciembre | 16:00 |

| Oriente Petrolero | 2 - 0 | Aurora        | William Bendeck | 2 de enero de 1977 | 16:00 |
| Bolivar           | 4 - 0 | Guabirá       | Simón Bolívar   | 2 de enero de 1977 | 16:00 |
| Blooming          | 0 - 0 | The Strongest | William Bendeck | 3 de enero         | 20:00 |

| Aurora            | 4 - 1 | The Strongest | Felix Capriles  | 6 de enero  | 20:00 |
| Oriente Petrolero | 2 - 1 | Wilstermann   | William Bendeck | 6 de enero  | 20:00 |
| Blooming          | 1 - 5 | Guabirá       | William Bendeck | 11 de enero | 20:00 |

| Guabirá     | 4 - 1 | Aurora        | William Bendeck | 9 de enero | 16:00 |
| Wilstermann | 2 - 2 | The Strongest | Felix Capriles  | 9 de enero | 16:00 |
| Bolivar     | 7 - 0 | Blooming      | Simón Bolívar   | 9 de enero | 16:00 |

| Wilstermann       | 1 - 1 | Guabirá       | Felix Capriles  | 13 de enero | 20:00 |
| Oriente Petrolero | 4 - 1 | The Strongest | William Bendeck | 13 de enero | 20:00 |
| Bolivar           | 6 - 1 | Aurora        | Simón Bolívar   | 13 de enero | 20:00 |

| Blooming          | 4 - 2 | Aurora  | William Bendeck | 16 de enero | 17:00 |
| Wilstermann       | 1 - 2 | Bolívar | Felix Capriles  | 16 de enero | 17:00 |
| Oriente Petrolero | 0 - 0 | Guabirá | William Bendeck | 18 de enero | 20:00 |

| Blooming          | 3 - 3 | Wilstermann | William Bendeck | 20 de enero | 20:00 |
| The Strongest     | 4 - 1 | Guabirá     | Simón Bolívar   | 23 de enero | 16:00 |
| Oriente Petrolero | 2 - 1 | Bolívar     | William Bendeck | 23 de enero | 20:00 |

### Tabla de posiciones
| Pos | Equipo            | Pts | PJ | PG | PE | PP | GF | GC | Dif |
| --- | ----------------- | --- | -- | -- | -- | -- | -- | -- | --- |
| 1º  | Bolívar           | 18  | 12 | 8  | 2  | 2  | 30 | 7  | 23  |
| 2º  | Oriente Petrolero | 17  | 12 | 6  | 5  | 1  | 19 | 14 | 5   |
| 3º  | Guabirá           | 13  | 12 | 5  | 3  | 4  | 26 | 23 | 3   |
| 4º  | The Strongest     | 12  | 12 | 4  | 4  | 4  | 22 | 20 | 2   |
| 5º  | Wilstermann       | 10  | 12 | 3  | 4  | 5  | 19 | 21 | -2  |
| 6º  | Aurora            | 7   | 12 | 3  | 1  | 8  | 18 | 30 | -12 |
| 7º  | Blooming          | 7   | 12 | 2  | 3  | 7  | 15 | 34 | -19 |

Pts = Puntos; PJ = Partidos Jugados; G = Partidos Ganados; E = Partidos Empatados; P = Partidos Perdidos; GF = Goles Anotados; GC = Goles Recibidos; Dif = Diferencia de gol
|  | Campeón Nacional, clasificado a la Copa Libertadores 1977.    |
|  | Subcampeón Nacional, clasificado a la Copa Libertadores 1977. |

## Campeón
Bolívar tras ganar el campeonato se consagró campeón de la 16º Temporada del Campeonato Nacional de la FBF- Copa Simón Bolívar, obteniendo su 3° título en este Torneo y sexto de la era Profesional.
|                                                                          |
| Campeonato Nacional de la FBF Copa Simón Bolívar 1976 Bolívar 3.o título |

## Datos y estadísticas
- En el campeonato, en ambas fases, se marcaron 454 goles en 126 partidos, con un promedio de 3.603 goles/partido.
- En la fase final se jugaron 42 partidos con 149 goles. Siendo los goleadores de esta fase Jesus Reynaldo (Bolívar) con 12, Castro (Blooming) con 11 y Jose Wanderley (Aurora) con 10 goles.
- En la fase final hubo catorce expulsados, se sancionaron 13 penales de los cuales se convirtieron 9.
- En todo el campeonato el resultado más frecuente fue el 1 - 0 registrado en 15 ocasiones, seguido por el 2-1 en 13 ocasiones. El 0-0 se registró en 5 oportunidades.
- La mayor goleada registrada en el campeonato fue dada en dos oportunidades, en la primera fase en el partido de Oriente Petrolero contra Universitario de Potosí, ganando los cruceños en SCZ por 7 - 0. Este mismo martcador se repitió en La Paz en el partido Bolívar vs Blooming que también terminó 7 - 0.
- Numéricamente hablando tanto Bolívar como Oriente Petrolero fueron los mejores equipos del torneo, ambos lograron 37 puntos de un posible de 48 (77%), solo que Bolívar tuvo más victorias (17 contra 15 de Oriente Petrolero).
- Notar que en este torneo participó por primera vez la Asociación Beniana de Fútbol, que inauguró su campeonato "Profesional" y que recién ese año se había inscrito ante la FBF.
- Como dato anecdótico The Strongest jugó los partidos de local en el estadio Libertador Simón Bolívar, propiedad del Club Bolívar, ya que el estadio Hernando Siles se encontraba en remodelación (actual infraestructura). Los partidos de la primera fase los jugó en el estadio Luis Lastra, pero dadas las condiciones de aquel prefirió alquilar el estadio del club Bolívar para la ronda final.
- El campeonato Simón Bolívar se había instalado ya dentro de la generalidad como el referente del campeonato "Nacional" en el país, además de que organizacionalmente ya se había consolidado
(a diferencia de sus inicios). Nada hizo suponer durante la realización del mismo que este sería el último campeonato Simón Bolívar como representante de la Primera División del Fútbol Boliviano. Los factores para este cambio pues no se encontrarán en este último torneo, y solo se harán evidentes en la gestión 1977, en el transcurso de los campeonatos de las Asociaciones departamentales y de la participación de la Selección Nacional en la eliminatoria para la copa Mundial 1978. La copa Simón Bolívar volvería ya como campeonato nacional de segunda división el año 1989.